# Aoyiya Yilake
Aoyiya Yilake (kinesiska:  奥依亚依拉克) är en köping i Kina. Den ligger i den autonoma regionen Xinjiang, i den nordvästra delen av landet, omkring 810 kilometer söder om regionhuvudstaden Ürümqi. Antalet invånare är 1 853. Befolkningen består av 836 kvinnor och 1 017 män. Barn under 15 år utgör 19,0 %, vuxna 15-64 år 75 %, och äldre över 65 år 4,0 %.
Genomsnittlig årsnederbörd är 129 millimeter. Den regnigaste månaden är juni, med i genomsnitt 35 mm nederbörd, och den torraste är december, med 2 mm nederbörd.